# Clive Carr
Clive Carr – były wiceprezydent Arsenalu Londyn i były hotelarz.
Jest wnukiem byłego prezesa Arsenalu Sir Bracewella Smitha, tak samo jak jego brat Richard, ponieważ spokrewniona z nim była ich matka Eileen. Jego ojciec Harry Lascelles Carr grał w krykieta w klubie Glamorgan, służył w RAF podczas II wojny światowej i zmarł w 1943.
Clive Carr ożenił się z Isabel, córką Vicomte Devezeaux de Rancougne, w 1963. Mają dwoje dzieci. W 1970 doszło do ich rozwodu. W 1970 ożenił się z Isabel, córką Williama i Idy Pearce. Mają dwójkę dzieci.
W 1976 roku został prezesem i dyrektorem wykonawczym Park Lane Hotel i piastował te stanowiska przez dwadzieścia lat, aż do 1996, gdy hotel sprzedano grupie hotelowej Sheraton.